# العقل والمال (فلم)
العقل والمال هو فيلم مصري تم إنتاجه عام 1965، من إخراج عباس كامل ومخرج مساعد أول جمال الدماطي وتأليف القصة عز الدين عارف وعباس كامل وسيناريو وحوار عباس كامل وبطولة إسماعيل ياسين وطروب وتمثيل حسن فايق وتوفيق الدقن وعبد العليم خطاب وزكي إبراهيم وأنور محمد وإبراهيم خان وحسين إسماعيل وعلي كامل والراقصة زينات علوي وقطقوطة وكيتي وكوثر العسال.

## قصة الفيلم
يؤمن (قمر الدين) أن الحب هو أساس كل شئ، ويراهن صديقًا له أنه يمكنه أن يعيش سعيدًا مع حبيبته (شمس الأصيل)، إلا أن صديقه يخبره أن المال هو أساس كل شئ. فهو الذي يمكن به شراء ذمم الآخرين، ويسد احتياجات الناس، عندما يلتقى (فخر الدين) بحبيبته (شمس)، ويخبرها أنه سوف يخطبها، يحدثها عن الرهان الذي بينه وبين صديقه حول رجاحة العقل، وسطوة المال، تعطيه (شمس) رواية وتطلب منه أن يقرأها، تدور القصة حول أحد الرجال الذي يبذر في أمواله لأنه يفتقد إلى رجاحة العقل، يتابع (قمر الدين) وقائع القصة. وفي النهاية يؤمن أن العقل زينة الحياة وأنه واجب للاحتفاظ بالمال.
وفي الرواية
تشاحن المال (عبد العليم خطاب)مع العقل (زكى إبراهيم)في أيهما أهم، وإحتكما إلى الحطاب الفقير قمرالدين (إسماعيل ياسين)الذي يعيش بسعادة ومحبوبته شمس الاصيل (طروب)وعرض المال على قمرالدين ان يمنحه مال وفير يحقق له الطعام الشهى والنساء الحسان والسلطة، مقابل إلغاء عقله، فوافق قمر الدين، وأخذ من المال عصا سحرية يحيل بها أي شئ لذهب وبذلك يصبح أغنى من السلطان باشاميل (حسن فايق)المستولى على الحكم من اخيه السلطان كاراميل (حسن فايق)وحبسه بزنزانة، ولما اكتشف ان الخزانة خاوية، استلف 10زلع ذهب من القائد الرومانى سيزاريو اوكتافيوس (توفيق الدقن)مقابل كمبيالة، فإذا عجز عن الدفع، تنازل عن السلطنة، فلما حان ميعاد السداد، كانت الخزينة بها 140 قرش وقلم جاف وامهله سيزاريو يومين إلا ربع فقط. شاهد باشاميل الأمير قمبيز (أنور محمد)يحوم حول ابنة أخيه الاميرة بهاريز (مديحه كامل)يعشقها، فطلب منه مقابل زواجها ان يسرق له الكمبيالة من سيزاريو، فلما تسلل قمبيز لخيمة سيزاريو، وجده غارقا بالحب مع حبيبته ميسالينا (كوثر العسال) فسرق العلبة التي تحتوى على الكمبيالة، ودفعها إلى باشاميل الذي وجدها خالية، فقام بحبسه مع كاراميل. أخذ باشاميل سيافه بركان (خالد العجبانى) وذهبا إلى خمارة بهلول (عبد الغني قمر)ليشربا نص براندى، وشاهدا قمرالدين يستمتع بالشراب وحوله الحسان وبيده بلطة ذهبية، مدعيا ان إمكانه تحويل أي شئ إلى ذهب، ولم يصدقه أحد، فاستماله باشاميل، وسحبه لمكان السلطنة وعلم منه قصة العصا، فإستولى عليها وحبسه، ولكنه اكتشف انها لاتعمل إلا بصوت قمرالدين، فعينه نائب للسلطنة وزوجه ابنة اخيه بهاريز وأحضر له 10زلع تراب حولهم لذهب، دفعهم إلى سيزاريو مقابل الكمبيالة، مع توجيه الإهانة إليه، فكلف مدير مكتبه بروتس (إبراهيم خان)لإلقاء المنديل بوجهه طالبا المبارزة، فكلف قمرالدين السياف بركان بإلقاء شرابه بوجه سيزاريو، لإعلان موافقته على المبارزة، التي جاءت في صالح سيزاريو ولكن قمرالدين استعمل العصا، فتحول سيزاريو إلى ذهب وعلى خده دمغة مصلحة الموازين، وقررت ميسالينا تقطيعه لجرامات وإرتمت بأحضان بروتس. جاءت شمس للبحث عن حبيبها ومعها حمارها، الذي شاهد العصا السحرية فأكلها، وفقد قمرالدين قدراته ًوعاد كل شئ لأصله، وقام سيزاريو من رقدته مبلولا، فشاهد محبوبته ميسالينا بأحضان بروتس فقتلهما. طلبت بهاريز من قمر الدين الإفراج عن حبيبها قمبيز، فوافق ولم يدرك انه غريمه، وتآمر قمبيز للإطاحة بقمرالدين، وحاول تفجيره بالقنابل الموقوتة، وقام بركان وشمس بنصح قمرالدين بترك السلطنة ولكنه لم يستجب، فقتل قمبيز باشاميل، واتهمت شمس الاصيل بقتله وحكم عليها بالإعدام، وقطعت رأسها، وفقد قمرالدين المال، وفقد حبيبته، لقلة عقله وطمع الدنيا.(العقل والمال)

## وصلات خارجية
- مقالات تستعمل روابط فنية بلا صلة مع ويكي بيانات